# Photis longicaudata
Photis longicaudata är en kräftdjursart som först beskrevs av Charles Spence Bate och John Obadiah Westwood 1862.  Photis longicaudata ingår i släktet Photis och familjen Isaeidae. Arten är reproducerande i Sverige. Inga underarter finns listade i Catalogue of Life.